# Churia nigrisigna
Churia nigrisigna är en fjärilsart som beskrevs av Moore 1881. Churia nigrisigna ingår i släktet Churia och familjen trågspinnare. Inga underarter finns listade i Catalogue of Life.